# Alice Besseige
Alice Besseige, née le 28 décembre 1972, est une trampoliniste française.

## Carrière
Aux Championnats du monde de trampoline 1992, elle est médaillée de bronze de trampoline par équipes.